# Garriguella
Garriguella ist eine katalanische Gemeinde in der Provinz Girona im Nordosten Spaniens. Sie liegt in der Comarca Alt Empordà.

## Lage
Die Gemeinde liegt unterhalb des Bergzuges Baga d’en Ferran auf einer Höhe von 56 Metern. 

## Wirtschaft
In der Gemeinde Garriguella werden Korkeichen und Pinien kommerziell kultiviert. Die wirtschaftliche Haupteinnahmequelle ist der Weinbau. Die Trauben werden in örtlichen Kooperativen verarbeitet und der Wein wird unter der garantierten Herkunftsbezeichnung Empordà Costa Brava in den Handel gebracht.

## Sehenswürdigkeiten

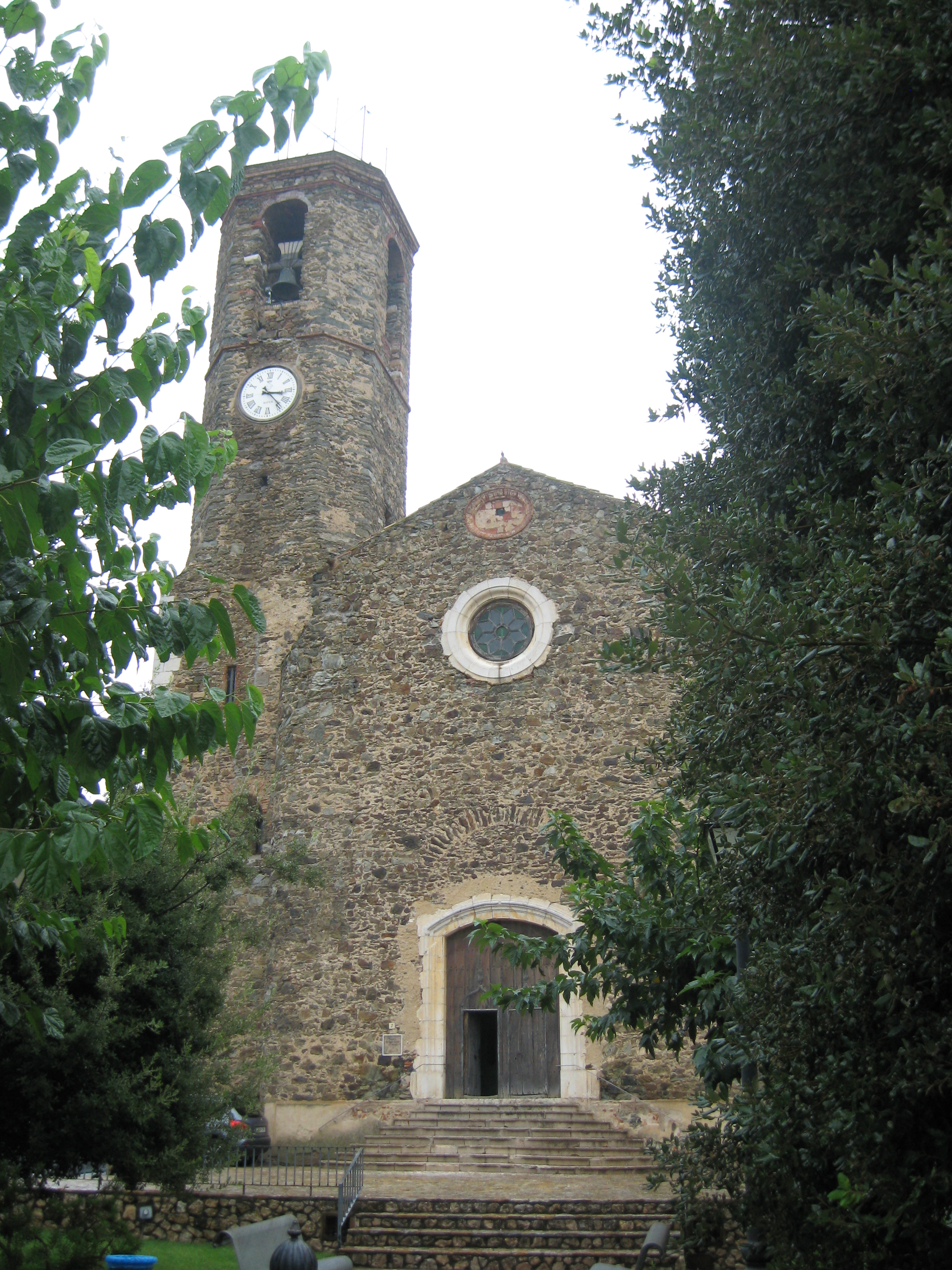
Romanische Kirche Santa Eulàlia

- Kirche Santa Eulàlia aus dem 18. Jahrhundert
- Herrenhäuser und andere Gebäude aus dem 16. bis 19. Jahrhundert
- Windmühle aus dem 18. Jahrhundert
- Reste der Kapelle Sant Sebastià aus dem 13. bis 15. Jahrhundert
- Einsiedelei Mare de Déu del Camp aus dem 16./17. Jahrhundert